# Jezerska planina
A Jezerska planina hegycsúcs a Koszovó déli és Észak-Macedónia északi részén fekvő Šar-hegység egyik csúcsa. Magassága eléri a 2471 méteres tengerszint feletti magasságot. A hegycsúcs közelében található a nála mintegy 180 méterrel magasabb Peskovi csúcs (2651 m).

## Fordítás
Ez a szócikk részben vagy egészben  a   Lake Peak című angol Wikipédia-szócikk ezen változatának fordításán alapul.  Az eredeti cikk szerkesztőit annak laptörténete sorolja fel. Ez a jelzés csupán a megfogalmazás eredetét és a szerzői jogokat jelzi, nem szolgál a cikkben szereplő információk forrásmegjelöléseként.